# Murina ussuriensis
Murina ussuriensis је врста слепог миша из породице вечерњака (лат. Vespertilionidae). 

## Распрострањење
Врста има станиште у Јапану, Јужној Кореји и Русији.

## Станиште
Врста Murina ussuriensis има станиште на копну.

## Угроженост
Ова врста није угрожена, и наведена је као последња брига јер има широко распрострањење.

### Популациони тренд
Популациони тренд је за ову врсту непознат.